# Klara Maučec
Klara Maučec, slovenska jadralka, * 12. december 1977, Ankaran.

## Življenjepis
Klara Maučec jadra za Jahtni klub Portorož. Za Slovenijo je nastopila na Poletnih olimpijskih igrah 2000 v Sydneyju, Poletnih olimpijskih igrah 2004 v Atenah in Poletnih olimpijskih igrah 2008 v Pekingu.
V Sydneyju je z Janjo Orel osvojila 17. mesto. Na igrah 2004 in 2008 je jadrala z Vesno Dekleva. Leta 2004 sta osvojili 4., v Pekingu pa sta končali na 13. mestu